# IPad Air (5-го поколения)
iPad Air пятого поколения (также известный как iPad Air 5 или iPad Air 2022) — это планшетный компьютер, разработанный и продаваемый Apple Inc. Был представлен 8 марта 2022 года и является пятым по счёту в линейке iPad Air. Предзаказы стартовали 11 марта 2022 года, и планшет поступил в продажу 18 марта того же года. Преемник iPad Air (4-го поколения) доступен в пяти цветах: Space Gray, розовый, фиолетовый, синий и Starlight.

## Функции

### Аппаратное обеспечение
iPad Air пятого поколения использует чип Apple M1, который используется и в iPad Pro (5-го поколения). Apple утверждает, что процессор стал на 60 процентов быстрее, а графический процессор стал в два раза производительнее по сравнению со своим предшественником. Он имеет 64 ГБ или 256 ГБ встроенной памяти и 8 ГБ ОЗУ.
Он оснащен 10,9-дюймовым дисплеем Liquid Retina с разрешением 2360 на 1640 пикселей и разрешением 3,8 миллиона пикселей. Дисплей ламинирован и имеет антибликовое покрытие, а также широкий цвет, True Tone и яркость 500 нит.
iPad Air пятого поколения оснащен 12-мегапиксельной задней камерой и сверхширокоугольной 12-мегапиксельной фронтальной камерой с функцией Center Stage, которая автоматически отслеживает пользователей, чтобы держать их в кадре. Обе камеры имеют Smart HDR 3.
Он имеет Touch ID, встроенный в кнопку включения или выключения питания в правом верхнем углу устройства, и стереодинамики с двухканальным звуком в ландшафтном режиме.

### Связь
iPad Air пятого поколения оснащён портом USB-C, который используется для зарядки, а также для подключения внешних устройств и аксессуаров. Порт способен передавать до 10 Гбит/с (десять миллиардов бит в секунду, 1,25 ГБ/с или 1,25 миллиарда байт в секунду), обеспечивая быстрое подключение к камерам и внешним хранилищам, а также поддержку мониторов с разрешением до разрешения 4К. Для беспроводного подключения устройство поддерживает Bluetooth 5.0 и Wi-Fi 6 (802.11ax). Модели сотовой связи поддерживают сети 5G с частотой менее 6 ГГц и максимальной скоростью до 3,5 Гбит/с в идеальных условиях.